# طالب‌خان اردوبادی
طالب‌خان اردوبادی (؟ - ۲ صفر ۱۰۴۴ ه‍.ق)، وزیر اعظم شاه عباس یکم صفوی و شاه‌صفی و فرزند حاتم‌بیگ و نوهٔ بهرام‌بیگ اردوبادی و از خاندان نصیریهٔ اردوباد بود، که از نوادگان خواجه نصیرالدین طوسی به‌شمار می‌روند. میرزا طالب خان با دختر گنج‌علی خان حاکم معروف کرمان در زمان شاه عباس اول ازدواج کرد.

## خاندان نصیری اردوباد
میرزا طالب‌خان، فرزند ارشد میرزاحاتم‌بیگ اردوبادی، از وزرای بزرگ شاه‌عباس است که به نظام‌الملک ثانی شهرت داشت. نیای پدری او به خواجه نصیرالدین طوسی می‌رسید. خواجه‌نصیرالدین‌طوسی سه پسر داشت به نام‌های: صدرالدین‌علی که فیلسوف، منجم و ریاضی‌دان بود، اصیل‌الدین‌حسن اهل دانش و سیاست و فخرالدین محمد ریاست موقوفات در زمان ایلخانان مغول را بر عهده داشت. نفیسی می‌نویسد که پسر سوم خواجه‌نصیر وجیه‌الدین یوسف نام داشته و در آذربایجان زندگی می‌کرده است.
نصیری‌ها بین اهالی ارودباد به مذهب‌داری و تشیع شهرت داشتند. ملک‌بهرام، پدربزرگ میرزاطالب‌خان، که در زمان حکومت آق‌قویونلو امور دیوانی را تجربه کرده بود، نخستین فرد از خانوادهٔ نصیری بود که در زمان شاه اسماعیل یکم، به کلانتری اردوباد منصوب شد و تا پایان عمرش در زمان شاه تهماسب یکم در آن مقام خدمت کرد. سرانجام در سن حدود نود سالگی و در زمان وزارت معصوم‌بیگ در حین بازگشت از سفر حج در راه شام درگذشت. میرزاکافی هم که پسرعموی ملک‌بهرام بود، هم‌زمان با وی از منشیان بزرگ شاه‌طهماسب محسوب می‌شد. ملک بهرام پنج پسر داشت که هرکدام از ایشان در نظام اداری شهرت و آوازه پیدا کردند: میرک‌بیگ ابتدا منصب انشا، لشکرنویسی و وزارت معصوم‌بیگ صفوی را عهده‌دار بود و سپس مجلس‌نویس دربار خود شاه طهماسب شد تا آن‌که در قم درگذشت. ادهم‌بیگ پسر دوم ملک‌بهرام در زمان شاه‌طهماسب ابتدا مستوفی شاهزاده مصطفی‌میرزا در شیراز بود و سپس وزیرسرکار شاهزاده شد. بعداً در زمان شاه محمد خدابنده کلانتر تبریز شد و سپس وزیرسرکار علیقلی‌خان‌استاجلو حاکم تبریز شد و به دنبال آن در ابتدای پادشاهی شاه‌عباس‌بزرگ وزارت اسلمس‌خان‌تاتی‌اغلی مُهردار را به‌دست گرفت و سرانجام در سال ۱۰۱۰ ق. در شیراز درگذشت. همچنین کلانتری اردوباد، وزارت دلوبوداق‌روملو حاکم خوی در زمان شاه طهماسب، وزارت علی‌خان‌افشار، حاکم کرمان و سپس فرزندش بیکتاش‌خان در زمان سلطنت محمد خدابنده و مقام مستوفی الممالکی و وزارت دیوان اعلی (اعتمادالدوله) در زمان شاه عباس بزرگ از جمله مقام‌هایی هستند که میرزا حاتم بیگ پسر سوم ملک بهرام و پدر میرزا طالب‌خان داشته است. ابوتراب بیگ فرزند چهارم ملک بهرام ابتدا مستوفی مشهد در زمان شاه طهماسب بود، بعداً در دوره شاه اسماعیل دوم وزیر مرتضی قلی خان پرناک حاکم مشهد شد و در همان مکان درگذشت. ابوطالب بیگ پنجمین پسر بهرام بیگ هم در عهد شاه اسماعیل دوم سمت استیفای علیقلی بیگ شاملو، بیگلربیگی هرات را بر عهده گرفت و سرانجام در اوایل پادشاهی شاه عباس در زمان محاصرهٔ هرات توسط عبدالله خان اوزبک کشته شد.

## تحصیل و وزارت دورهٔ اول
تاریخ تولد طالب‌خان دانسته نیست. اما معلوم است که در ابتدا چند سال نزد میرمحمدحسین تفرشی، از سادات تفرش، به تحصیل مشغول بود. در ۱۰۱۹، در نوجوانی، پس از فوت پدرش، به‌جای پدر به وزارت شاه‌عباس بزرگ برگزیده شد. به دستور شاه، چهار ماه در تبریز ماند و به امور سپاه رسیدگی کرد. در ۱۰۲۷، میان او و قواما محمدای کفرانی اصفهانی (مستوفی‌الممالک) کدورتی پیش آمد و یکدیگر را به از بین بردن اموال دیوان متهم کردند. شاه‌عباس، پس از پیگیری، از تقصیر آن دو چشم‌پوشی کرد.
در ۱۰۲۸، به دستور شاه‌عباس، طالب‌خان مأمور رسیدگی به قتل رمازبیگ گرجی شد. ماجرا از این قرار بود که یکی از غلامان گرجی - با نام حجنه بیگ - با همدستی دو برادرش، از روی دشمنی شخصی، یکی از غلامان گرجی شاه عباس را که رماز بیگ نام داشت به قتل رساندند. در حین محاکمه، خجنه‌بیگ (قاتل رمازبیگ) و برادرانش به جان او سوءقصد کردند، ولی جان به در برد. طالب‌خان در ۱۰۳۰ مغضوب شاه شد و از وزارت برکنار گردید. اصلی‌ترین علت برکناری میرزا طالب‌خان از وزارت، تمایل زیاد وی به شرابخواری و بی‌توجهی به وظایف وزیر اعظم ذکر شده است. در فاصلهٔ ۱۰۱۹ ق تا ۱۰۳۸ ق سه وزیری که با نام‌های میرزاطالب‌خان و سلمان‌خان استاجلو و خلیفه سلطان به وزارت رسیدند هیچ‌یک از شأن و منزلت میرزا حاتم بیگ اردوبادی برخوردار نبودند.

## وزارت دورهٔ دوم (شاه صفی)
میرزاطالب‌خان پس از برکناری، ده سال در اصفهان بیکار بود تا این‌که شاه‌صفی در ۱۰۴۰، پس از بر تخت‌نشستن، او را واقعه‌نویس دربار خویش کرد. میرزا طالب‌خان، پس از به‌دست آوردن شغل جدید، به شاه صفی بسیار نزدیک شد و شاه صفی توجه ویژه‌ای به او نشان داد. پس از این‌که نوزده روز از نخستین مراسم تاجگذاری شاه صفی در ۴ ربیع‌الثانی می‌گذشت، شاه تصمیم گرفت که بار دیگر بر تخت جلوس کند و همهٔ ارکان دولت را به حضور بپذیرد که اجرای این مراسم را به میرزا طالب‌خان و تخته خان استاجلو واگذار کرد که این مراسم با شکوه زیاد در شنبه ۲۳ ربیع‌الثانی ۱۰۳۸ قمری در عمارت عالی‌قاپو تشکیل شد و شاه به طالب بیک توجه پیدا کرد. میرزا طالب‌خان، نزدیک به سه سال، مجلس‌نویس شاه صفی بود و در این مدت موفق شد اعتبار پیشین خود را دوباره به‌دست‌آورد و همچنین به‌خاطر اهمیتی که مقام مجلس‌نویسی در ساختار حکومتی صفوی داشت و به تعبیر میرزا سمعیا، در میان اهل قلم، پس از وزیراعظم، دومین شخص سیاسی و دیوانی مجلس‌نویس محسوب می‌شد، به‌سرعت پیشرفت کرد و از محارم شاه صفی شد.
طالب‌خان در ۲۳ شعبان ۱۰۴۱، پس از استعفا یا برکناری خلیفه‌سلطان، برای دومین بار وزیر اعظم دولت صفوی شد. در ۱۰۴۲، شاه‌صفی به او مأموریت داد تا مقدمات ورود داوربخش، معروف به سلطان بلاغی (پسر سلطان‌خسرو و نوادهٔ جهانگیرشاه)، را فراهم کند. داوربخش از قتل‌عام شاهزادگان در هند – که از سوی آصف‌خان، وزیر شاه‌جهان، صورت گرفته بود – نجات یافته و به ایران آمده بود. مطرح شده که ممکن است این فرد واقعاً داوربخش نبوده و وانمود می‌کرده شاهزاده‌ای از هند است که به دربار شاه صفی پناه آورده.
در اواخر جمادی‌الاول ۱۰۴۲ قمری، قتل امام‌قلی خان اتفاق افتاد که بنا به اظهار تاورنیه، طالب‌خان و مادر شاه صفی، اصلی‌ترین دشمنان امام‌قلی خان بوده‌اند و سبب قتل وی شدند.
در نوروز ۱۰۴۳ قمری شایع شد که بکتاش‌خان بیگلربیگی بغداد قصد توطئه بر ضد شاه‌صفی دارد. شاه بررسی را به میرزا طالب‌خان وزیر واگذار کرد. طالب خان همراه امیرخان قورچی‌باشی (امیرخان ذوالقدر) تحقیق کرد و به این نتیجه رسید که این خبر ساختگی است و بدخواهان بکتاش‌خان آن را پخش نموده‌اند. تاریخ جهان‌آرای عباسی، منشأ خبر ساختگی را میرزا تقی (ساروتقی اعتمادالدوله بعدی)، که در آن زمان وزیر دارالمرز (گیلان و مازندران) بود می‌داند و اظهار می‌کند ساروتقی زمانی که در نجف مشغول ساختن عمارت حرم علی بن ابیطالب بود با بکتاش‌خان اختلاف پیدا کرد. شاه صفی، برای رفع اختلاف، میرزا تقی را به دربار احضار نمود و کار مرمت عمارت نجف را به بکتاش‌خان سپرد. میرزا تقی هم در دربار به فعالیت بر ضد بکتاش‌خان پرداخت. در روند این زورآزمایی بین میرزا طالب و ساروتقی، حیدربیگ قراداغلو و هاشم بیگ مستوفی خاصه که از یاران میرزا طالب خان بودند، هنگامی که از فتنه گری ساروتقی بر ضد بکتاش خان خبردار شدند، تصمیم گرفتند بکتاش خان را با فرستادن نامه‌ای مطلع کنند که بر حسب اتفاق میرزا محمد واقعه‌نویس از این نامه خبردار شد و پس از فریفتن پیک نامه را از او گرفت و در اختیار میرزا تقی قرار داد. سارو تقی هم نامه را به اطلاع شاه رساند و به عنوان سند بر ضد بکتاش خان استفاده کرد. شاه صفی حیدر بیگ و هاشم بیگ مستوفی را به طرز فجیعی به قتل رساند. طالب خان پس از این واقعه، همیشه به دنبال کوچک کردن و عزل ساروتقی از وزارت دارالمرز بود و پس از آنکه بکتاش خان در منصبش ابقا شد، برای کارشکنی خلیل بیگ لاهیجی را که دواتدار خود بود اغوا کرد که مردم گیلان را بر ضد سیاست‌های مالی ساروتقی در منطقه تحریک نماید. خلیل بیگ که در دستگاه طالب خان از اعتبار و اختیار زیادی برخوردار بود اهالی گیلان را ترغیب کرد تا راهی قزوین شوند و به شاه اعتراض کنند. شاه صفی تحت تأثیر این شکایت‌ها ناچار شد میرزا تقی را عزل کند و میرزا معصوم مستوفی بقایا را مأمور کرد تا همه سندهای مالی سال‌های وزارت ساروتقی را بررسی کند. نتیجه تحقیق کاملاً بر ضد طالب خان بود و نشان داد که سارو تقی و کارکنانش از هرگونه اتهام و سوءاستفاده پاک می‌باشند. در نتیجه شاه دوباره ساروتقی را به منصب پیشین بازگرداند که موجب ناراحتی و وهن طالب خان شد.
میرزا معصوم پس از این رخداد، شاید برای جلوگیری از واکنش احتمالی وزیر، با همدستی اغورلوبیگ وجود سوءاستفاده مالی در دستگاه طالب خان و میرزا سعید مستوفی الممالک را مطرح کرد. میرزا معصوم برای اثبات ادعای خود، عملکرد مالی دو نفر از حساب نویسان به نام‌های آقاشمس اصفهانی و آقا صالح اصفهانی را که به ترتیب مسئولیت نویسندگی اسناد مالی محبعلی بیگ لله غلامان و ملایم بیگ ملک‌التجار و ضرابی‌باشی را بر عهده داشتند مورد توجه قرار داد و از طریق خواهر اغورلو بیگ که جزو زنان حرم شاهی بود به اطلاع شاه صفی رساند. شاه صفی معصوم بیگ را مأمور نمود تا کلیه دفترها و مدارک آن دو حساب‌نویس را در کنار اغورلو بیگ، به عنوان داروغه حساب بررسی کند و نتیجه را اطلاع دهد. در پایان، معصوم بیگ متوجه اختلاف در ثبت جمع و خرج ارقام مالی هریک از حساب نویسان شد به نحوی که در نوشته‌های آقا شمس سیصد هزار تومان و آقا صالح دویست هزار تومان کسری وجود داشت شاه به عنوان قدردانی با صدور یک فرمان عمومی به میرزا معصوم و اغورلوبیگ اجازه داد که محاسبات سایر مقامهای حکومتی را، حتی آنهایی که مفاصا حساب دریافت کرده‌اند را مورد بررسی قرار دهند. در نتیجه میرزا معصوم بدون هیچ ملاحظه‌ای در نزد همگان میرزا طالب خان و مستوفی الممالک را مسبب آشفتگی در ساختار مالی حکومت معرفی می‌کرد. حتی در حدی که در حضور امرا و وزرا اکثر اسناد و نوشته‌های وزیر اعظم را پاره می‌کرد.
میرزا طالب در برابر این اتفاقات نتوانست واکنشی انجام دهد و در پایان این ضعف و زبونی به جایی رسید که ساروتقی را در امور وزارت قائم مقام او نمودند؛ و میرزا معصوم هم در امور مالی استقلال کامل پیدا کرد و کاملاً بر دستگاه مالی چیره شد. سرانجام، ساروتقی، به عنوان قائم مقام وزیر، به مخالفت با خودسری‌های میرزا معصوم پرداخت و به اطلاع شاه صفی رساند که اگر جلوی میرزا معصوم گرفته نشود، در طی سال هیچ مبلغی عاید حکومت نخواهد شد؛ که پادشاه حرف میرزا تقی را قبول کرد و دستگاه وزارت به جایگاه نظارتی خود بازگشت.

## قتل میرزا طالب‌خان
پنجشنبه، ۱ صفر ۱۰۴۴ قمری، در ییلاق سهند، افرادی مثل حسن‌خان (بیگلربیگی خراسان) و اغورلوخان ایشیک آقاسی، اوتارخان و حسن بیگ یساول صحبت در منزل میرزا طالب‌خان جمع شده بودند و تا پاسی از شب به میخوارگی پرداختند. اغورلو خان و حسن بیگ - که داماد میرزا طالب خان بود - همان شب در دولتخانه نوبت کشیک داشتند که از مجلس بیرون آمدند و در دولتخانه حضور یافتند. اغورلوخان در محل کشیک خود شروع به بدمستی نمود و چون با اعتراض بهرام بیگ کشیک چی باشی روبرو شد، با عصبانیت چوبی را بر سر بهرام بیگ کوبید و او را مجروح نمود. شاه صفی که در بستر بیدار بود این مجادله‌ها را گوش می‌کرد اما هیچ واکنشی نشان نمی‌داد. روز بعد که شاه به منزل حسن خان بیگلربیگی خراسان دعوت شده بود، بهرام بیگ برای تظلم‌خواهی نزد وی رفت و از رفتار اغورلوخان شکایت کرد. شاه وعده داد که در منزل حسن‌خان جلسهٔ دیوان را تشکیل خواهد داد و رسیدگی خواهد نمود. در جلسه، میرزا طالب‌خان با چرب‌زبانی تلاش کرد که بحث را متوقف نماید، اما شاه صفی چون می‌دانست که شرایط بدمستی آن دو در خانهٔ میرزا طالب فراهم آمده او را با عصبانیت مورد سرزنش قرار داد و دست به شمشیر برد و با دو ضربهٔ متوالی او را به‌قتل رساند. پس از این حادثه به فرمان شاه، اغورلوخان و حسن بیگ را هم به قتل رساندند. در مورد علت حضور شاه در خیمهٔ حسن‌خان، گفته شده که حسن‌خان متهم بود که با ازبک‌ها ضد دولت صفویه روابط پنهانی دارد. شاه صفی بلافاصله حکم به احضار او داد و پس از حضور در تبریز از این اتهام مبری شد، شاه وعده داد که برای ابراز محبت روزی مهمان او خواهد شد که در سهند و در خیمهٔ حسن‌خان اتفاق افتاد، سرانجام مهمانی قتل طالب‌خان و خود حسن‌خان (داماد طالب‌خان) بود. گفته شده که پس از قتل طالب‌خان، بر خلاف رویهٔ معمول، شاه صفی دارایی‌ها و املاک طالب‌خان را مصادره نکرد و اجازه داد که در اختیار فرزندانش قرار گیرد. لازم است ذکر شود یکی از دلیل‌هایی که ممکن است به قتل طالب‌خان مربوط باشد این است که علی‌مردان خان حاکم قندهار که نسبت خویشاوندی با طالب‌خان داشت در مدتی که او اعتمادالدوله بود، هیچ مبلغی از درآمدهای دولتی قندهار را به خزانهٔ دولت واریز نکرد و میرزا طالب هم مطالبه ننمود.